# Barkyaruq
Pour les articles homonymes, voir Rukn ad-Dîn.
Rukn ad-Duniya wa ad-Dîn Barkiyarûq ou Berk-Yaruq ou encore Barkyaruq, sultan saljûqide, fils de Malik Chah Ier. Chah de Perse, de la dynastie des Seldjoukides. Il succède à son frère Mahmoud Ier en 1094. Il règne en Irak et à l’ouest de l’Iran jusqu’à sa mort en 1105.

## Biographie
Après la mort de Malik Chah en 1092, l'empire seldjoukide sombre dans l'anarchie. Barkiyarûq son fils aîné doit lutter contre la révolte de tous les siens. Son oncle, Tutuş, qui occupe Damas et Alep, lui dispute la Perse. Il est battu et tué près de Ray (26 février 1095). Le reste du règne de Barkiyarûq se déroule à lutter contre ses frères. Les possessions seldjoukides se divisent définitivement en trois États :
- le sultanat de Perse, à Barkiyarûq et à ses frères ;
  - Mu`izz ad-Dîn Ahmad Sanjar a reçu, tout jeune encore (il n’avait que dix ou douze ans), le gouvernement du Khorasan, avec résidence principale à Merv (1096).
  - Nasir ad-Dîn Mahmûd Ier le Fars et Ispahan (1093).
  - Barkiyarûq a reçu l’Irak
- les royaumes d'Alep et de Damas aux fils de Tutuş ;
- le sultanat de Roum à Kılıç Arslan Ier, fils de Süleyman Ier Chah ;

En Perse, malgré l’établissement de noyaux turcs (au Khorasan, en Azerbaïdjan, vers Hamadhan), le fond de la population reste iranien.
Lors de la Première croisade, il ordonne à son lieutenant Kerbogha, atabeg de Mossoul, de marcher à la tête d'une armée contre les croisés à Antioche, mais celle-ci est défaite en 1098.
Barkiyarûq meurt de la tuberculose en janvier 1105. Son fils Malik Chah II successeur désigné est rapidement renversé par son oncle Mohammed Ier qui prend le pouvoir.